# Viola hederacea
Viola hederacea és una espècie herbàcia perenne i pubescent, de la família de les Violaceae, originàries o natives d'Austràlia, trobades cap al sud, a les zones del nord-est de Queensland, Nova Gal·les del Sud i Tasmània. Considerada l'espècie nativa de Viola més coneguda i cultivada fins fa poc; no obstant això, investigacions recents han corroborat que la planta cultivada en l'actualitat seria diferent de la veritable V. hederacea.

## Descripció

### Port
El seu port és de tipus postrat, ja que va reptant a ran de terra, és d'una sola tija i fa poc més de 40-60 mm d'alt, arrelant als nodes de les fulles, és a dir, pot fer estolons i expandir-se horitzontalment.

### Fulles
Són en roseta basal, amb un pecíol d'uns 60 mm de llarg, la forma és de tipus reniforme o suorbicular amb una base profundament cordada. Són de color verd grisenc opac, esparses i pubescents a la cara adaxial. Amb els marges crenats, és a dir, amb dents poc sortints i arrodonides. També presenten estipules d'un color marronós.

### Flors
Són solitàries, no es presenten en grups o inflorescències, però se'n poden veure un grapat juntes degut a la reproducció en estolons. Creixen a partir de tiges de fins a 10 cm que es recorben abans de la floració. Presents bracteòles que neixen a la base dels pedicels florals. els pètals són de color violeta pàl·lid amb el centre de color blanc.

## Distribució i hàbitat
El gènere Viola està distribuït per l'hemisferi nord, sobretot en regions temperades. En canvi, està pobrament representat a l'hemisferi sud, i només unes poques espècies són natives d'Austràlia.
Creix en sòls amb valors de pH entre els 6,5 (més aviat àcids) i 8, més aviat alcalins. S'adapta a sòls de Guix, argilosos i/o sorrencs.

### Agroecologia
En la seva àrea de distribució natural creix en altituds de 70 a 1.160 m per sobre del nivell del mar i creix en zones humides del sotabosc de boscos d'Eucalyptus, de Syncarpia i en matollars a prop de dits boscos. Les seves flors són comestibles i poden afegir-se a les amanides o com a guarniment de plats elaborats com les postres.

## Taxonomia

### Etimologia
- Viola: nom genèric que fa referència al color violeta de les seves flors.
- hederacea: epítet llatí que fa referència a l'aparença de les seves fulles a l'heura.

### Varietats
L'espècie nativa més coneguda del gènere Viola és Viola banksii, anomenada "la violeta nativa" (the "native violet", en anglès), la qual ha estat molt cultivada i plantada en jardins tant natius com mixtos.

### Sinonímia
- Viola hederacea subsp. cleistogamoides L.G.Adams
- Viola hederacea subsp. fuscoviolacea L.G.Adams.[2]